# Metacyclocaris polycheles
Metacyclocaris polycheles är en kräftdjursart som beskrevs av Yakov Avadievich Birstein och Vinogradou 1955. Metacyclocaris polycheles ingår i släktet Metacyclocaris och familjen Lysianassidae. Inga underarter finns listade i Catalogue of Life.